# خو بان
خو بان روستایی در ولسوالی فیروز کوه از ولایت غور در کشور افغانستان است.